# Скверчин-Весь
Скверчин-Весь (пол. Skwierczyn-Wieś) — село в Польщі, у гміні Репки Соколовського повіту Мазовецького воєводства.
Населення — 52 особи (2011).
У 1975-1998 роках село належало до Седлецького воєводства.

## Демографія
Демографічна структура станом на 31 березня 2011 року:
|          | Загалом | Допрацездатний вік | Працездатний вік | Постпрацездатний вік |
| -------- | ------- | ------------------ | ---------------- | -------------------- |
| Чоловіки | 34      | 4                  | 20               | 10                   |
| Жінки    | 18      | 0                  | 7                | 11                   |
| Разом    | 52      | 4                  | 27               | 21                   |